# Cantó de Chambon
El cantó de Chambon és un cantó francès del departament de Cruesa, situat al districte de Lo Buçon. Té 11 municipis i el cap és Chambon-sur-Voueize.

## Municipis
- Auja
- Budeliere
- Chambon-sur-Voueize
- L'Espaud
- Luçac
- Noent
- Sent Julian lo Chastél
- Sent Lop
- Tardas
- Vernejes
- Viersac

## Història
| Data d'elecció                           | Identitat           | Partit        | Qualitat |
| ---------------------------------------- | ------------------- | ------------- | -------- |
| 1967-1979                                | M. Labouesse        | PS            |          |
| 1979-198.                                | Raymond Aucouturier | PCF           |          |
| 198.-1998                                | Jean Nicolaon       | RPR           |          |
| 1998-2003                                | René Chauffour      | Divers droite |          |
| 2003-                                    | Joël Souchal        | UMP           |          |
| les dades anteriors no són pas conegudes |                     |               |          |
|                                          |                     |               |          |

## Demografia
| 1962  | 1968  | 1975  | 1982  | 1990  | 1999  | 2006  |
| ----- | ----- | ----- | ----- | ----- | ----- | ----- |
| 4.794 | 5.310 | 4.604 | 4.411 | 4.133 | 3.877 | 3.929 |